# بريتني (ألبوم)
«بريتني» (بالإنجليزية: Britney) هو ثالث ألبوم ستوديو للمغنية الأمريكية بريتني سبيرز وأول ألبوم يحمل اسمها, أصدرت تسجيلات جايف الألبوم بتاريخ 2 نوفمبر، 2001 والذي يصادف يوم ميلادها.
أرادت بريتني في هذا الألبوم أن تغير الفكرة التي أخذها الناس عنها في أول ألبومين «بيبي ون مور تايم» و «أوبس!... اي ديد ات اقين» وتقوم بنقطة تحول في مسيرتها بالغناء بنضوج, حوى الألبوم نوعاً من موسيقى البوب, البوب الراقص و الريذم اند بلوز, وأيضاً موسيقى ديسكو، راب وهيب هوب. كلمات أغاني الألبوم توحي إلى البلوغ والجنس. ساهمت بريتني في كتابة 5 أغاني من هذا الألبوم بهدف لفت نظر المستمع إلى مهارتها في الكتابة.
أثنى النقاد على تطوير خط سبيرز الموسيقي, وكان رقم واحد في قائمة أفضل 200 ألبوم بالبيلبورد, وباع أكثر من 745,000 نسخة في أول أسبوع من صدوره, وهكذا أصبحت سبيرز أول فنانة تملك 3 ألبومات تتصدر القوائم, ثم كسرت هذا الرقم بألبومها اللاحق في المنطقة عام 2003. روجت بريتني للألبوم بجولة حلم في حلم التي بدأت في نوفمبر 2001, وتابعت إلى يوليو 2002. ترشح الألبوم لجائزة غرامي كأفضل ألبوم بوب.
أصدرت بريتني من الألبوم 6 أغاني منفردة, «أنا عبدة لك» وصلت إلى توب 10 في عدة دول وتوب 40 في أمريكا, رقم 27. «محمية زيادة عن اللزوم» و «أنا لست فتاة, لست امرأة بعد» . أعادت سبيرز تسجيل أغنية فرقة ذا ألوز «أحب الروك اند رول» وأطلقتها كأغنية مفردة, وأطلقت أيضاً أغنية «صبية».
قالت بريتني عن تجربتها بكتابة كلمات الأغاني: «هذا فعلاً أول ألبوم أنا أكتبه وأخذت وقتي فيه, وعندما أستمع إلى الألبوم فعلاً أشعر بشعور مميز. أنا لا اعرف إذا كنت أنا أفضل كاتبة أغاني في العالم, ولكنني فعلاً استمعت بكتابة بعض الأغاني.»
| #  | عنوان الأغنية                                             | المدة |
| -- | --------------------------------------------------------- | ----- |
| 1  | " أنا عبدة لك "                                           | 3:23  |
| 2  | "محمية زيادة عن اللزوم محمية زيادة عن اللزوم"             | 3:18  |
| 3  | "وحيدة Lonely"                                            | 3:19  |
| 4  | "أنا لست فتاة, لست امرأة بعد أنا لست فتاة، لست امرأة بعد" | 3:51  |
| 5  | "صبية Boys"                                               | 3:26  |
| 6  | "متوقعة متوقعة"                                           | 3:16  |
| 7  | "أحب الروك اند رول I Love Rock 'n' Roll"                  | 3:06  |
| 8  | "سندريلا Cinderella"                                      | 3:39  |
| 9  | "اسمح لي أن أكون Let Me Be"                               | 2:51  |
| 10 | "حب منمق Bombastic Love"                                  | 3:05  |
| 11 | "هنا حيث كنت تأخذني That's Where You Take Me"             | 3:32  |
| 12 | "ما يحب أن يكون مثلي What It's Like to Be Me"             | 2:50  |

## وصلات خارجية
- بريتني على موقع ميتاكريتيك (الإنجليزية)
- بريتني على موقع الموسوعة البريطانية (الإنجليزية)
- بريتني على موقع أول موفي (الإنجليزية)